# Périgny (Charente-Maritime)
Pour les articles homonymes, voir Périgny.
Périgny est une commune du Sud-Ouest de la France, située dans la banlieue est de La Rochelle, dans le département de la Charente-Maritime, en région Nouvelle-Aquitaine. Ses habitants sont appelés les Pérignaciens et les Pérignaciennes.
Périgny fait entièrement partie de l'unité urbaine de La Rochelle dont elle constitue le prolongement de l'urbanisation de l'agglomération rochelaise à l'est en direction de Dompierre-sur-Mer. Par son développement urbain rapide, elle est aujourd'hui la 3e ville de l'agglomération de La Rochelle et depuis 2015 se positionne au 6e rang départemental en Charente-Maritime.

## Géographie

### Communes limitrophes
Les communes limitrophes sont  Aytré, Bourgneuf, Dompierre-sur-Mer, La Rochelle, Montroy, Puilboreau et Saint-Rogatien.
| Puilboreau  | Dompierre-sur-Mer | Bourgneuf (sur 100 m) |
| La Rochelle | Périgny           | Montroy (sur 20 m)    |
| Aytré       |                   | Saint-Rogatien        |

## Urbanisme

### Typologie
Au 1er janvier 2024, Périgny est catégorisée ceinture urbaine, selon la nouvelle grille communale de densité à 7 niveaux définie par l'Insee en 2022.
Elle appartient à l'unité urbaine de La Rochelle, une agglomération intra-départementale dont elle est une commune de la banlieue,. Par ailleurs la commune fait partie de l'aire d'attraction de La Rochelle, dont elle est une commune de la couronne,. Cette aire, qui regroupe 72 communes, est catégorisée dans les aires de 200 000 à moins de 700 000 habitants,.

### Occupation des sols

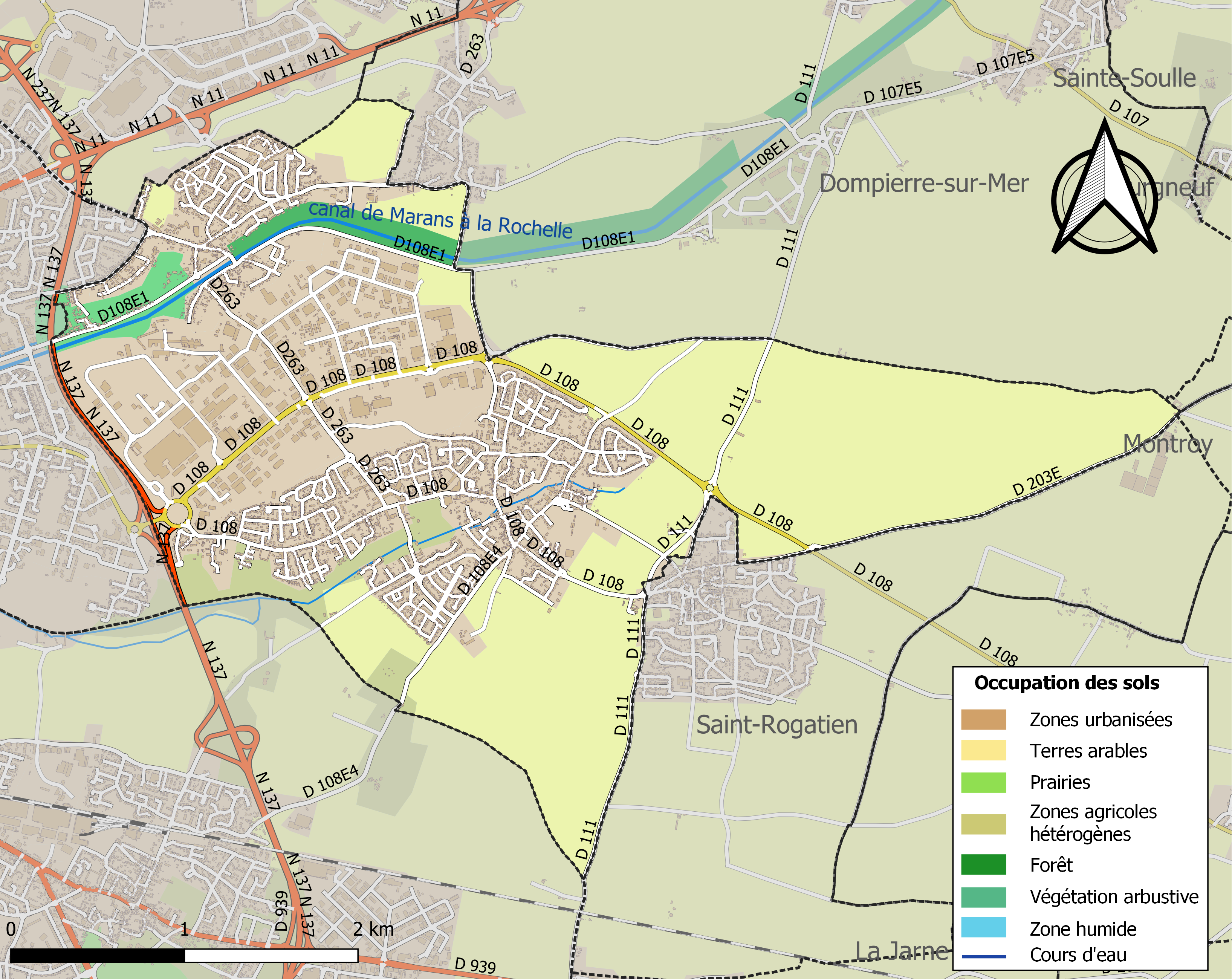
Carte des infrastructures et de l'occupation des sols de la commune en 2018 (CLC).

L'occupation des sols de la commune, telle qu'elle ressort de la base de données européenne d’occupation biophysique des sols Corine Land Cover (CLC), est marquée par l'importance des territoires artificialisés (48,5 % en 2018), en augmentation par rapport à 1990 (28,2 %). La répartition détaillée en 2018 est la suivante :
terres arables (44,6 %), zones urbanisées (25,9 %), zones industrielles ou commerciales et réseaux de communication (22,6 %), zones agricoles hétérogènes (3,2 %), forêts (1,9 %), milieux à végétation arbustive et/ou herbacée (1,9 %). L'évolution de l’occupation des sols de la commune et de ses infrastructures peut être observée sur les différentes représentations cartographiques du territoire : la carte de Cassini (XVIIIe siècle), la carte d'état-major (1820-1866) et les cartes ou photos aériennes de l'IGN pour la période actuelle (1950 à aujourd'hui).

### Risques majeurs
Le territoire de la commune de Périgny est vulnérable à différents aléas naturels : météorologiques (tempête, orage, neige, grand froid, canicule ou sécheresse), inondations, mouvements de terrains et séisme (sismicité modérée). Il est également exposé à un risque technologique, le transport de matières dangereuses. Un site publié par le BRGM permet d'évaluer simplement et rapidement les risques d'un bien localisé soit par son adresse soit par le numéro de sa parcelle.

#### Risques naturels
Certaines parties du territoire communal sont susceptibles d’être affectées par le risque d’inondation par débordement de cours d'eau. La commune a été reconnue en état de catastrophe naturelle au titre des dommages causés par les inondations et coulées de boue survenues en 1982, 1993, 1999 et 2010,.

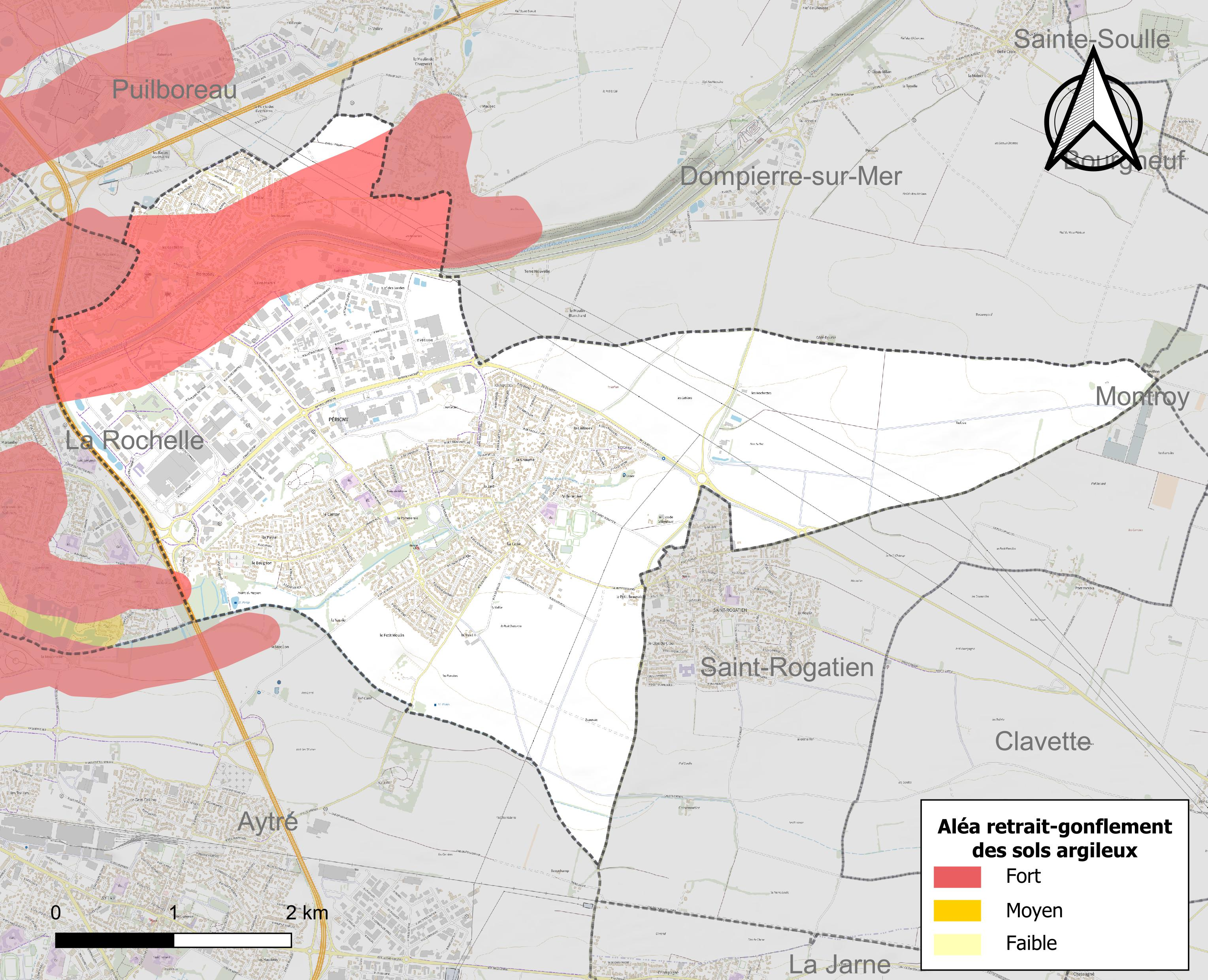
Carte des zones d'aléa retrait-gonflement des sols argileux de Périgny.

Les mouvements de terrains susceptibles de se produire sur la commune sont des tassements différentiels.
Le retrait-gonflement des sols argileux est susceptible d'engendrer des dommages importants aux bâtiments en cas d’alternance de périodes de sécheresse et de pluie. 14,4 % de la superficie communale est en aléa moyen ou fort (54,2 % au niveau départemental et 48,5 % au niveau national). Sur les 3 158 bâtiments dénombrés sur la commune en 2019, 695 sont en aléa moyen ou fort, soit 22 %, à comparer aux 57 % au niveau départemental et 54 % au niveau national. Une cartographie de l'exposition du territoire national au retrait gonflement des sols argileux est disponible sur le site du BRGM,.
Par ailleurs, afin de mieux appréhender le risque d’affaissement de terrain, l'inventaire national des cavités souterraines permet de localiser celles situées sur la commune.
Concernant les mouvements de terrains, la commune a été reconnue en état de catastrophe naturelle au titre des dommages causés par la sécheresse en 2003 et par des mouvements de terrain en 1999 et 2010.

#### Risques technologiques
Le risque de transport de matières dangereuses sur la commune est lié à sa traversée par une ou des infrastructures routières ou ferroviaires importantes ou la présence d'une canalisation de transport d'hydrocarbures. Un accident se produisant sur de telles infrastructures est susceptible d’avoir des effets graves sur les biens, les personnes ou l'environnement, selon la nature du matériau transporté. Des dispositions d’urbanisme peuvent être préconisées en conséquence.

## Toponymie
De l'anthroponyme latin Patrinius, suivi du suffixe -(i)acum. La version occitane de ce toponyme est représentée par Pérignac (de Petriniaco 1312) dans le même département.

## Histoire
Un ancien village avec les bourgs de Périgny et Rompsay comportant quelques fermes, dont les terres s'étendaient à l'emplacement de la zone industrielle actuelle, s'est transformé au fil des années en ville nouvelle.
La centaine annuelle de nouveaux habitants a permis un développement progressif des zones pavillonnaires. Avec cette augmentation de la population, les équipements modernes ont suivi.
Cette transformation de village en ville s'est doucement faite pour qu'un véritable centre urbain apparaisse : le centre commercial de la Pommeraie et le parc aquatique de loisirs.

## Démographie
L'évolution du nombre d'habitants est connue à travers les recensements de la population effectués dans la commune depuis 1793. Pour les communes de moins de 10 000 habitants, une enquête de recensement portant sur toute la population est réalisée tous les cinq ans, les populations de référence des années intermédiaires étant quant à elles estimées par interpolation ou extrapolation. Pour la commune, le premier recensement exhaustif entrant dans le cadre du nouveau dispositif a été réalisé en 2008.

En 2022, la commune comptait 8 802 habitants, en évolution de +6,29 % par rapport à 2016 (Charente-Maritime : +4,04 %, France hors Mayotte : +2,11 %).
| 1793 | 1800 | 1806 | 1821 | 1831 | 1836 | 1841 | 1846 | 1851 |
| ---- | ---- | ---- | ---- | ---- | ---- | ---- | ---- | ---- |
| 608  | 735  | 682  | 696  | 810  | 860  | 862  | 877  | 868  |

| 1856 | 1861  | 1866  | 1872  | 1876 | 1881 | 1886 | 1891 | 1896 |
| ---- | ----- | ----- | ----- | ---- | ---- | ---- | ---- | ---- |
| 855  | 1 044 | 1 026 | 1 010 | 978  | 953  | 906  | 833  | 866  |

| 1901 | 1906 | 1911 | 1921 | 1926  | 1931  | 1936  | 1946  | 1954  |
| ---- | ---- | ---- | ---- | ----- | ----- | ----- | ----- | ----- |
| 804  | 838  | 899  | 951  | 1 003 | 1 088 | 1 011 | 1 390 | 1 461 |

| 1962  | 1968  | 1975  | 1982  | 1990  | 1999  | 2006  | 2008  | 2013  |
| ----- | ----- | ----- | ----- | ----- | ----- | ----- | ----- | ----- |
| 1 520 | 1 737 | 2 445 | 3 455 | 4 129 | 6 003 | 6 623 | 6 794 | 7 811 |

| 2018  | 2022  | - | - | - | - | - | - | - |
| ----- | ----- | - | - | - | - | - | - | - |
| 8 575 | 8 802 | - | - | - | - | - | - | - |

## Économie et industrie
- Entreprise Incidence Sails, fabrication de voiles[21].

## Lieux et monuments
- Le château de Périgny, actuel hôtel de ville a été bâti sur le fief de Coureilles. Le château actuel date semble-t-il du tout début du XVIIIe siècle mais la porte cochère qui porte l'inscription 1583, et les deux tours semi-cylindriques sont d'un château très antérieur.
- Le château des Gonthières, situé dans le quartier de Rompsay. Il tint le rôle d'hôpital militaire durant la Première Guerre mondiale[22].
- L'église Saint-Cybard datant du XIIIe et XVe siècles, inscrite aux Monuments Historiques par arrêté du 27 février 1925 sous le numéro  Notice no PA00104837, sur la plateforme ouverte du patrimoine, base Mérimée, ministère français de la Culture
- Le canal de Rompsay traverse le nord de la commune.

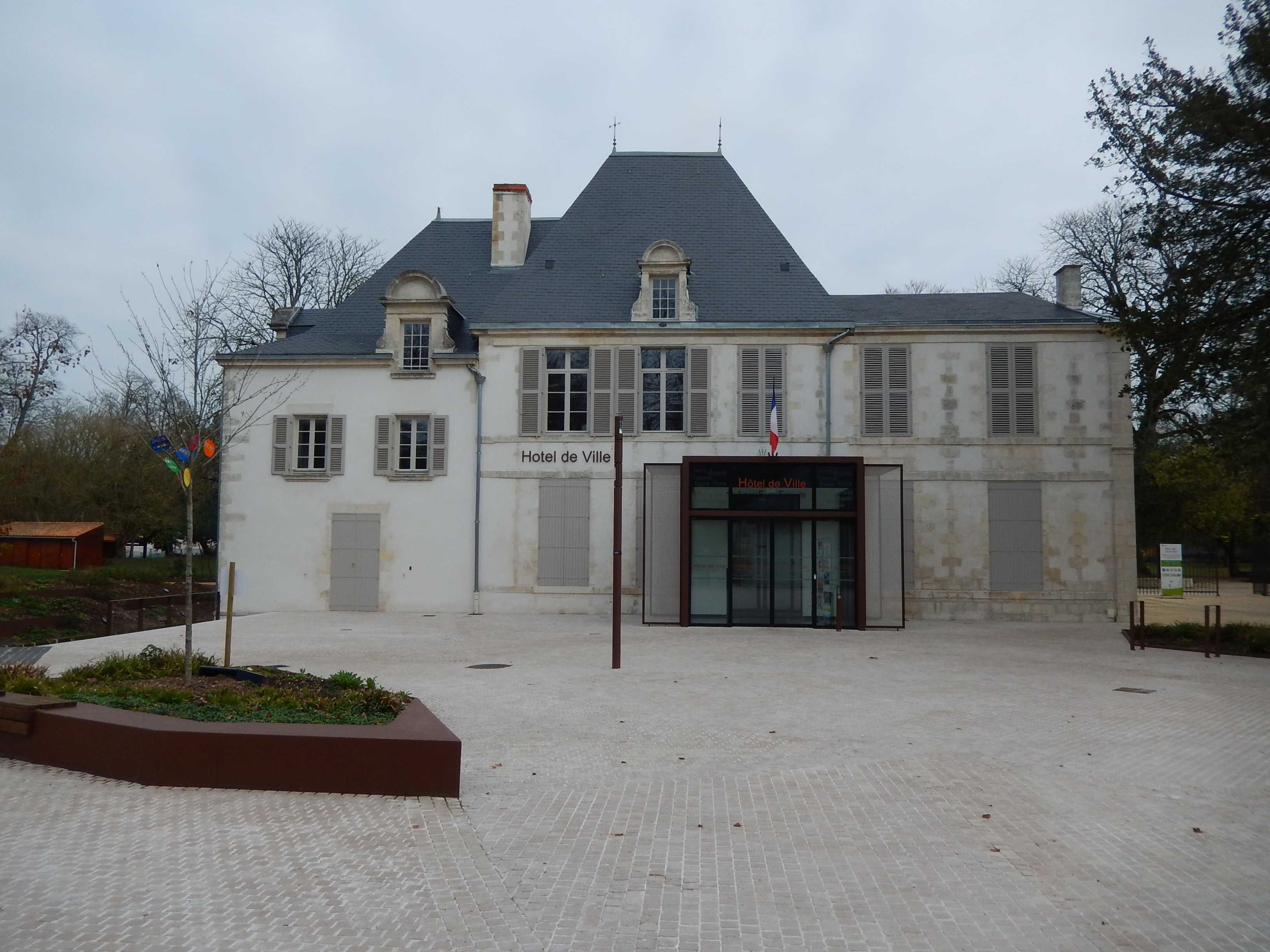
L'actuelle mairie de Périgny.
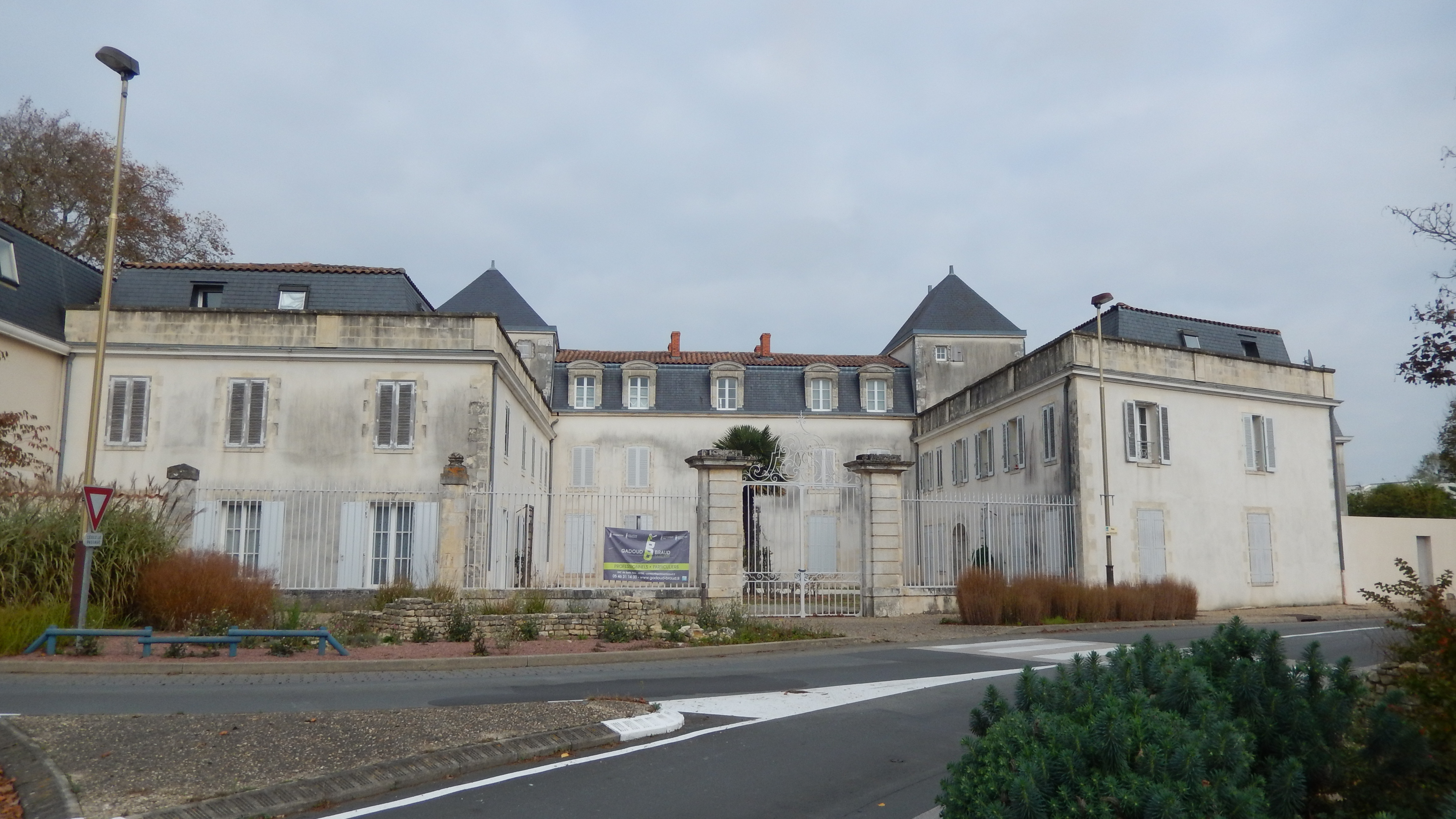
Le château des Gonthières.
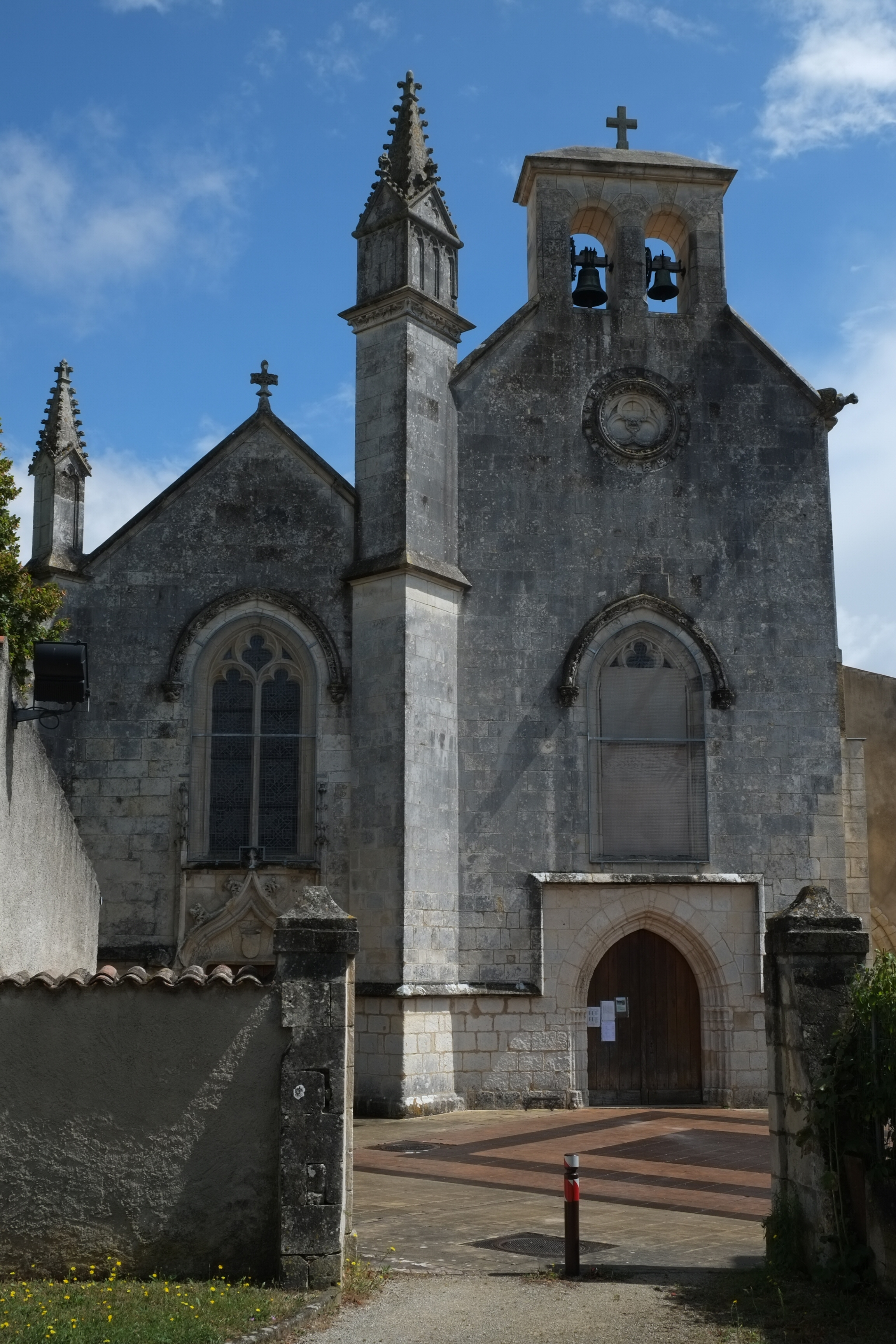
L'église Saint-Cybard.
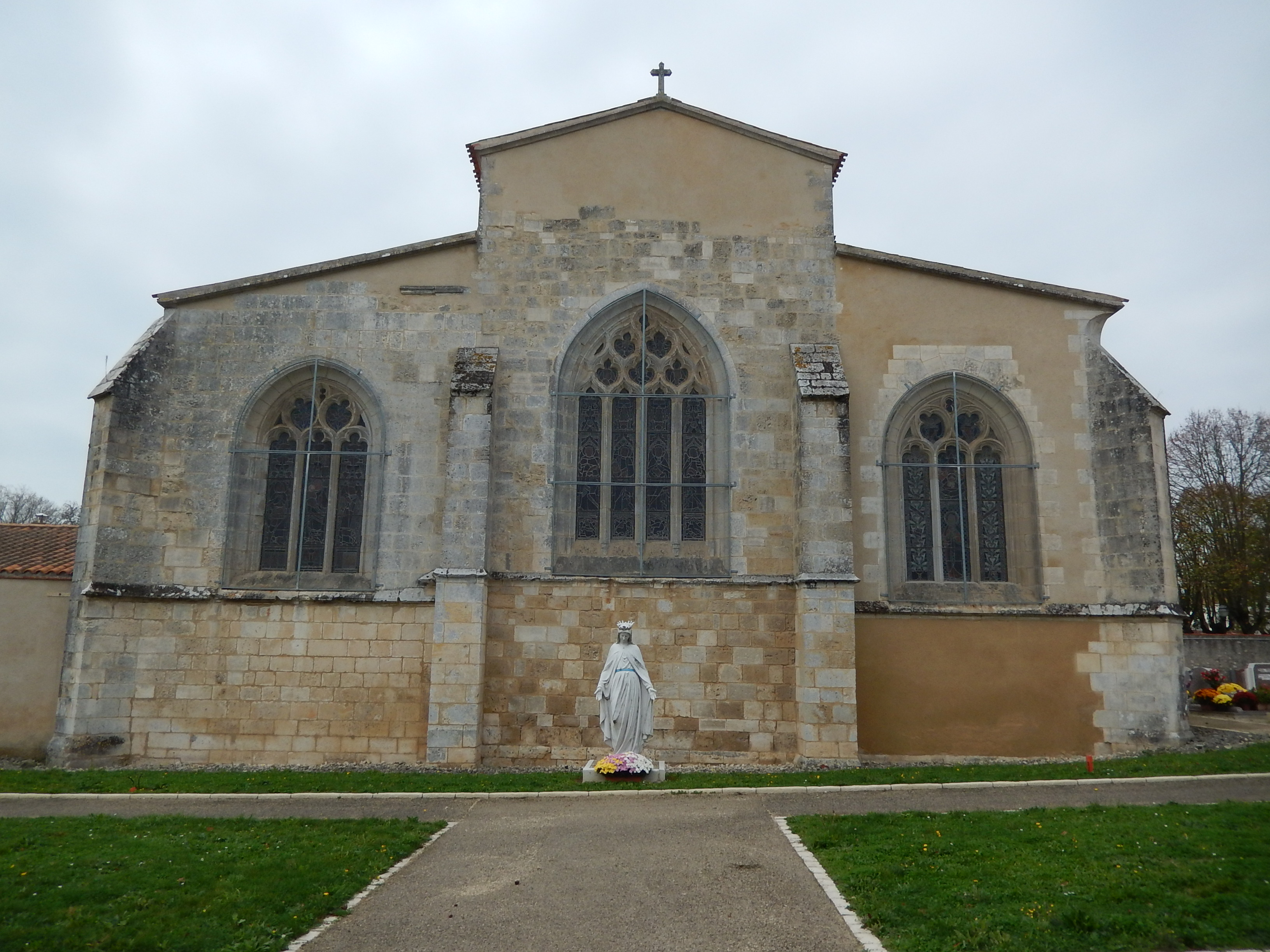
La façade orientale de l'église.
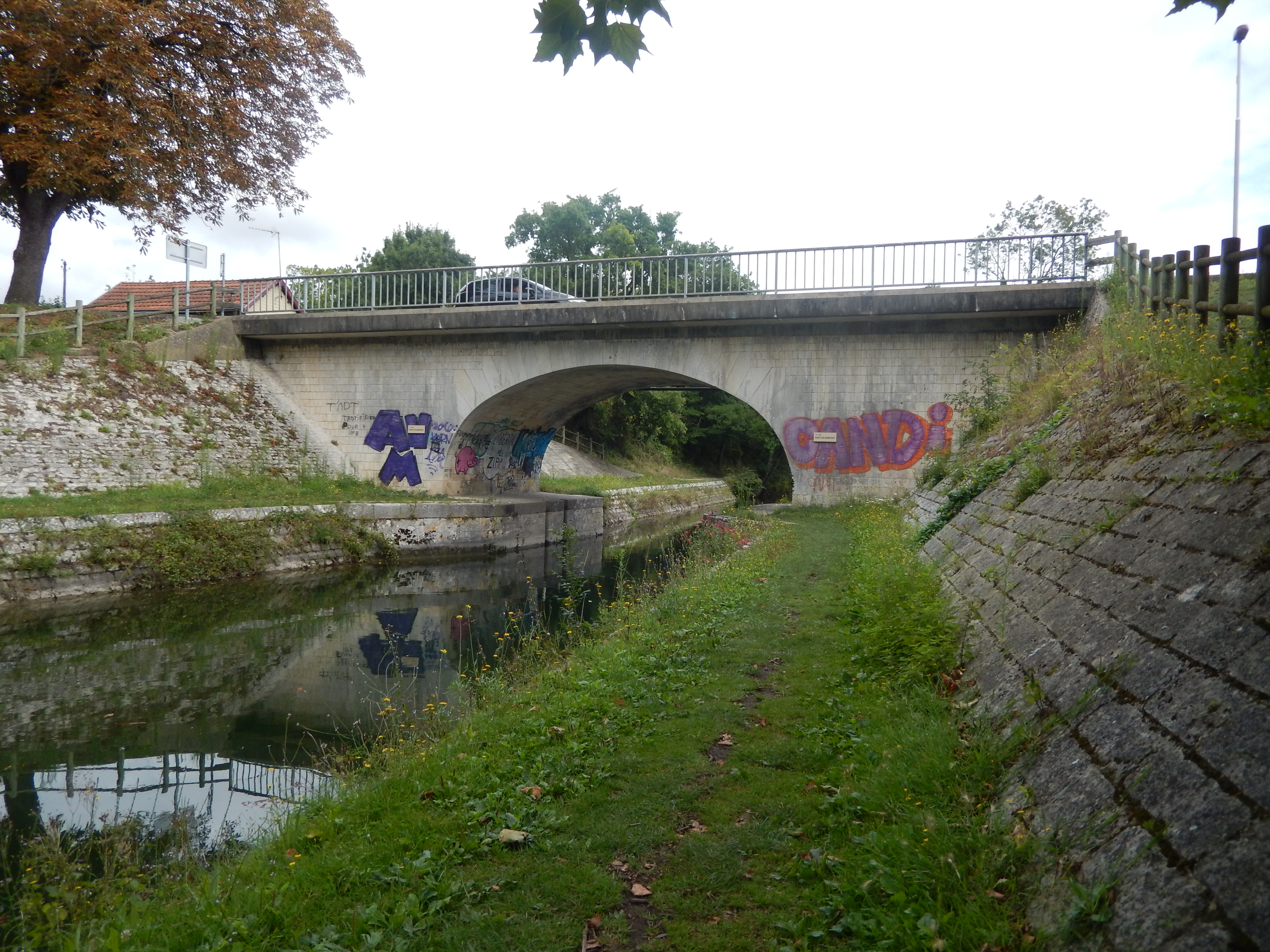
Le canal de Rompsay, à Rompsay.

## Héraldique
| Blason | Blasonnement : Coupé : au 1er d’azur au mur d’argent ouvert de sable, la porte accostée de deux tours carrées d’argent, ajourées et essorées de sable, le tout posé sur une terrasse de sinople et brochant sur un bouquet d’arbres du même mouvant du flanc dextre, au 2e d’argent à trois burelles ondées d’azur. Commentaires : Le statut officiel du blason reste à déterminer. |